# Алайкуу
Алайкуу (Алайку, Алай-ку, Алай-Куу, Алайкёль, кирг. Алай-Куу өрөөнү) — высокогорная долина в Кыргызстане, в восточной части Ферганской долины, сопредельная с Восточным Туркестаном. По долине протекает одноимённая река, приток реки Ой-Тал (Ойтал), которая сливаясь с рекой Карабель образует реку Тар, приток Карадарьи. Река Алайкуу отличается повышенной мутностью воды. Расположена в крайней восточной части Кара-Кульджинского района Ошской области в 225 километрах (по другим данным — 160 километров) от города Ош, южной столицы Кыргызстана и в 120 километрах от районного центра Кара-Кульджа. Отделена от западной части Кара-Кульджинского района высокими горами.
В долине 1160 хозяйств, проживают 6008 человек (по другим данным около 30 тысяч человек), которые занимаются животноводством (скотоводством). В долине находятся села Кёгарт, Кызыл-Джар, Кан-Коргон, Сайталаа, Куйоташ.
В 1956 году в Кёгарте построена средняя школа имени Жутана Субанова, в советское время ходил рейсовый автобус из Оша и трижды в день прилетал самолёт АН-2. В долине проживало около 25 000 человек.
В долину ведёт единственная автодорога Кара-Кулджа — Кёгарт. По долине проходит одна из двух основных ветвей Великого шёлкового пути, связывающего Запад и Восток: Ош — Узген — Мырза-Аке — Кара-Кулджа — Алайкуу — далее по проселочной дороге до Кашгара.
Алайкуу отличается суровыми природными условиями. Есть проблемы с инфраструктурой и другие социальные проблемы: с транспортной доступностью, чистой водой, досугом для молодежи, доставкой журналов и газет, интернетом и мобильной связью, поздно раздаются пенсии и пособия, ветеринарной помощью и вакцинами для скота. Около 70 % населения уехало в Ош, Бишкек, а также в Россию и Казахстан.
Древнеуйгурский письменный памятник зарегистрирован в Алайкуу в местности Ункюр выше Ак-Бейита. Надпись описана и опубликована Четином Джумагуловичем Джумагуловым.
В долине проводится ежегодный этнофестиваль «Алайкуу».
Согласно эпосу «Манас» в местности Алайкуу охотились визири Манаса во главе с Бакаем.
На картине «В долине Алай-Ку» живописец Мэлс Токтосунович Акынбеков (1942—1993) изобразил группу киргизских чабанов. Первый вариант картины хранится в Национальном музее искусств имени Гапара Айтиева, второй — в Государственной Третьяковской галерее.